# Bustrofedon

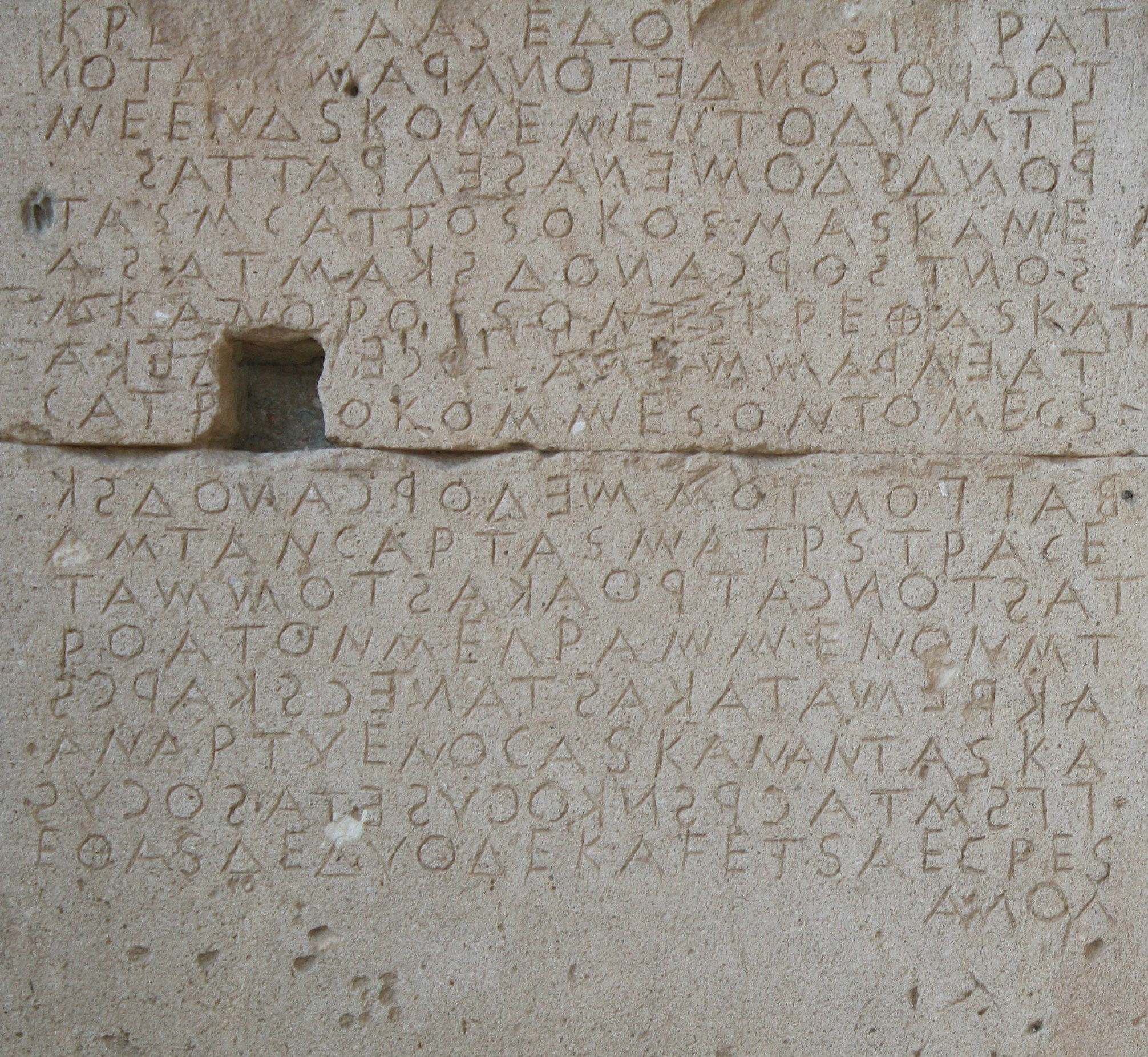
Bustrofedon antic grecesc, codul Gortyn, Creta, secolul V î.Hr.

Bustrofedon (din greacă: βουστροφηδόν) este un tip de text bi-direcțional, cel mai adesea văzut în manuscrise antice și alte inscripții. Orice alt alineat este scris oglindit sau invers, cu literele inversate. De asemenea, caracterele individuale sunt inversate, sau reflectate. 
Numele de „bustrofedon” este preluat din limba greacă. Etimologia lui este de la βούς, Bous, „bou” + στρέφειν, strephein, „a transforma/a deveni”, deoarece mâna scriitorului mergea înainte și înapoi ca un bou cu plugul pe câmp, iar la sfârșitul fiecărui rând pentru se întoarce în direcția opusă.

## Explicație
Multe scrieri antice, cum ar fi Safaitica și Sabaeana, au fost adesea sau de obicei scrise boustrofedonic, dar în greacă se găsește cel mai frecvent pe inscripții preistorice si arhaice, devenind mai puțin populară pe toată perioada elenistică. 
Prin analogie, acest termen poate fi utilizat în alte zone pentru a descrie acest tip de alternanță de mișcare sau scris. De exemplu, acesta este uneori folosit pentru a descrie mișcarea capului de imprimare a anumitor matrice punctate cum ar fi imprimantele de calculator.  În acest caz, în timp ce capul de imprimare se deplasează în direcții opuse pe linii alternative, textul imprimat nu este de obicei în format bustrofedon.

Un exemplu de bustrofedon, în engleză.

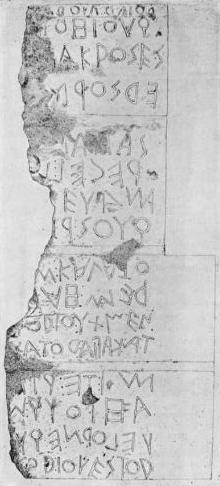
Inscripție din Forumul Roman, bustrofedon (una dintre cele mai vechi inscripții latine, cunoscute).

## Textul hieroglific Luwian
Limba egipteană, reprezentată prin texte hieroglifice și reliefuri de perete, este principalul limbaj hieroglific din antichitate, singura altă limbă care a avut, de asemenea, o versiune hieroglifă, a fost limba Luwian, citită tot sub formă de boustrophedon (cele mai multe limbi folosind scrierea cuneiformă). Luwiana hieroglifică este citită boustrofedonic, cu toate acestea, spre deosebire de hieroglifele egiptene, cu numeroase ideograme și logograme care arată o direcționalitate ușoar vizibilă, direcția liniară a textului hieroglific Luwian este mai greu de observat.

### Alte exemple
Un exemplu modern al bustrofedonicului este schema de numerotare a secțiunilor în localitățile din Statele Unite și Canada. În ambele țări, sondajele localităților sunt împărțite într-o gradare de 6 pe 6, a câte 36 de secțiuni. În sistemul public de Cadastru SUA, secțiunea 1 a unei localități este în colțul de nord-est, iar veniturile de numerotare se realizează bustrofedonic până ce secțiunea 36 este atinsă în colțul de sud-est.
Înregistrările sistemului de stocare a datelor foto-digitale ale IBM 1360 sunt făcute bustrofedonic.
Scrierea Indusă, deși încă nedescifrată, poate fi scrisă bustrofedonic.